# Корсунова, Нина Гавриловна
Нина Гавриловна Корсунова (1925—2006) — свинарка, Герой Социалистического Труда (1949).

## Биография

Могила Корсуновой на Северном кладбище Ростова-на-Дону.

Нина Корсунова родилась 19 сентября 1925 года на хуторе Полячки (ныне — Кагальницкий район Ростовской области).
С 1944 года Корсунова работала свинаркой на конном заводе № 157 в Мечётинском (впоследствии — Зерноградском) районе Ростовской области. Добилась больших успехов в откорме свиней, результаты её труда представлялись на ВСХВ. Особых успехов добилась в 1948 году, вырастив в среднем по 25 поросят от каждой из закреплённых за ней 13 свиноматок.
Указом Президиума Верховного Совета СССР от 26 июля 1949 года за «получение высокой продуктивности животноводства в 1948 году при выполнении конными заводами плана сдачи государству продуктов животноводства и полеводства и при выполнении государственного плана развития животноводства по всем видам скота» Нина Корсунова была удостоена высокого звания Героя Социалистического Труда с вручением ордена Ленина и медали «Серп и Молот».
В 1981 году Корсунова вышла на пенсию. Проживала в Ростове-на-Дону. Скончалась 18 июля 2006 года, похоронена на Северном кладбище Ростова-на-Дону.

## Награды
Награждена орденом Ленина (26.07.1949), медалями, а также малой серебряной (1955) и большой серебряной медалью (1956) ВСХВ.
Была также награждена рядом медалей, в том числе медалей ВСХВ.